# Eldforsen
Eldforsen är ett kraftverk och ett tidigare träsliperi vid Västerdalälven cirka 8 km söder om Vansbro, Dalarnas län. Orten ligger vid riksväg 26 (Inlandsvägen Syd). Kraftverket ägs av Fortum och har byggts om och har en kapacitet om 8,5 MW och en årlig produktion av 41 GWh.

## Historia
Västerdalälven gör vid Eldforsen en kraftig sväng och har tre älvfåror. Fallhöjden togs i anspråk för en trämassefabrik och senare ett vattenkraftverk.

### Träsliperiet
Träsliperiet anlades 1894-1898 av AB Mölnbacka-Trysil. Det såldes 1900 till Trävaru AB Dalarne och var efter 1929 ett dotterbolag till Korsnäs AB. Träsliperiet drevs med kraft från sex turbiner, en sjunde turbin med generator lämnade belysningsström.
Virket för träsliperiets behov kom från flottning i älven och skildes ut vid en skilje vid Inlandsbanans bro några km uppströms och omfattade 1920-1934 i medeltal 140 000 klampar per år. Veden barkades och slipades av slipstenar till massa som passerade någon av de tio pappersmaskinerna som gav en cirka en meter bred pappersmasseremsa som klipptes till ark. Torkningen av arken skedde i ett hängarhus och sedan i torktorn. De färdiga arken buntades till 150 kg tunga balar. Dessa transporterades på en 3 km lång hästbana till Tretjärns station vid Mora–Vänerns järnväg (Inlandsbanan) men sedan landsväg tillkommit 1923 skedde mot slutet av 1920-talet transporterna av massabalar med bil till Tretjärn.
Träsliperiet hade en årsproduktion om 6 000 ton.  Det lades ned 1935 medan kraftverket byggdes om. De flesta av träsliperiets byggnader revs i slutet av 1940-talet.

### Kraftverket
1935 års kraftverk hade en turbin med effekten 3 MW. Vid kraftverksbygget deltog Byggnads AB Konstruktör, Gävle.
Kraftverket ägs av Fortum och byggdes helt om till 2009 för en kapacitet om 8,5 MW och en årlig produktion av 41 GWh. Kraftverket togs inte omedelbart i bruk i avvaktan på dom.